# Liste der Kulturdenkmale in Daberstedt
Die Liste der Kulturdenkmale in Daberstedt enthält die Kulturdenkmale des Stadtteils Daberstedt der thüringischen Landeshauptstadt Erfurt, die vom Thüringischen Landesamt für Denkmalpflege und Archäologie als Bau- und Kunstdenkmale auf dem Gebiet der Stadt mit Stand vom 11. April 2022 erfasst wurden.

## Legende
- Bild: zeigt ein Bild des Kulturdenkmals und gegebenenfalls einen Link zu weiteren Fotos des Kulturdenkmals im Medienarchiv Wikimedia Commons
- Bezeichnung: Name, Bezeichnung oder die Art des Kulturdenkmals
- Lage: Wenn vorhanden Straßenname und Hausnummer des Kulturdenkmals; Grundsortierung der Liste erfolgt nach dieser Adresse. Der Link Karte führt zu verschiedenen Kartendarstellungen und nennt die Koordinaten des Kulturdenkmals.
 Kartenansicht, um Koordinaten zu setzen – in dieser Kartenansicht sind Kulturdenkmale ohne Koordinaten mit einem roten bzw. orangen Marker dargestellt und können in der Karte gesetzt werden. Kulturdenkmale ohne Bild sind mit einem blauen bzw. roten Marker gekennzeichnet, Kulturdenkmale mit Bild mit einem grünen bzw. orangen Marker.
- Datierung: gibt das Jahr der Fertigstellung beziehungsweise das Datum der Erstnennung oder den Zeitraum der Errichtung an
- Beschreibung: bauliche und geschichtliche Einzelheiten des Kulturdenkmals, vorzugsweise die Denkmaleigenschaften
- ID: Die ID identifiziert das Kulturdenkmal eindeutig. In Thüringen sind aktuell keine IDs veröffentlicht. In der ID-Spalte kann sich auch folgendes Icon  befinden, dies führt zu Angaben zu diesem Kulturdenkmal bei Wikidata.

## Liste der Kulturdenkmale in Daberstedt

### Denkmalensembles (ENS)

#### Bauliche Gesamtanlage Wohnanlage Jenaer Straße
| Bild                           | Bezeichnung | Lage                      | Datierung | Beschreibung                                                      | ID |
| ------------------------------ | ----------- | ------------------------- | --------- | ----------------------------------------------------------------- | -- |
| weitere Bilder Fotos hochladen |             | Berkaer Straße 1 (Karte)  |           | Teil des Ensembles Bauliche Gesamtanlage Wohnanlage Jenaer Straße |    |
| weitere Bilder Fotos hochladen |             | Berkaer Straße 40 (Karte) |           | Teil des Ensembles Bauliche Gesamtanlage Wohnanlage Jenaer Straße |    |
| weitere Bilder Fotos hochladen |             | Jenaer Straße 16 (Karte)  |           | Teil des Ensembles Bauliche Gesamtanlage Wohnanlage Jenaer Straße |    |
| weitere Bilder Fotos hochladen |             | Jenaer Straße 17 (Karte)  |           | Teil des Ensembles Bauliche Gesamtanlage Wohnanlage Jenaer Straße |    |
| weitere Bilder Fotos hochladen |             | Jenaer Straße 18 (Karte)  |           | Teil des Ensembles Bauliche Gesamtanlage Wohnanlage Jenaer Straße |    |
| weitere Bilder Fotos hochladen |             | Jenaer Straße 19 (Karte)  |           | Teil des Ensembles Bauliche Gesamtanlage Wohnanlage Jenaer Straße |    |
| weitere Bilder Fotos hochladen |             | Jenaer Straße 20 (Karte)  |           | Teil des Ensembles Bauliche Gesamtanlage Wohnanlage Jenaer Straße |    |
| weitere Bilder Fotos hochladen |             | Jenaer Straße 21 (Karte)  |           | Teil des Ensembles Bauliche Gesamtanlage Wohnanlage Jenaer Straße |    |
| weitere Bilder Fotos hochladen |             | Jenaer Straße 22 (Karte)  |           | Teil des Ensembles Bauliche Gesamtanlage Wohnanlage Jenaer Straße |    |
| weitere Bilder Fotos hochladen |             | Jenaer Straße 23 (Karte)  |           | Teil des Ensembles Bauliche Gesamtanlage Wohnanlage Jenaer Straße |    |
| weitere Bilder Fotos hochladen |             | Jenaer Straße 24 (Karte)  |           | Teil des Ensembles Bauliche Gesamtanlage Wohnanlage Jenaer Straße |    |
| weitere Bilder Fotos hochladen |             | Jenaer Straße 25 (Karte)  |           | Teil des Ensembles Bauliche Gesamtanlage Wohnanlage Jenaer Straße |    |
| weitere Bilder Fotos hochladen |             | Jenaer Straße 26 (Karte)  |           | Teil des Ensembles Bauliche Gesamtanlage Wohnanlage Jenaer Straße |    |
| weitere Bilder Fotos hochladen |             | Jenaer Straße 27 (Karte)  |           | Teil des Ensembles Bauliche Gesamtanlage Wohnanlage Jenaer Straße |    |
| weitere Bilder Fotos hochladen |             | Jenaer Straße 28 (Karte)  |           | Teil des Ensembles Bauliche Gesamtanlage Wohnanlage Jenaer Straße |    |
| weitere Bilder Fotos hochladen |             | Jenaer Straße 29 (Karte)  |           | Teil des Ensembles Bauliche Gesamtanlage Wohnanlage Jenaer Straße |    |
| weitere Bilder Fotos hochladen |             | Jenaer Straße 30 (Karte)  |           | Teil des Ensembles Bauliche Gesamtanlage Wohnanlage Jenaer Straße |    |
| weitere Bilder Fotos hochladen |             | Jenaer Straße 31 (Karte)  |           | Teil des Ensembles Bauliche Gesamtanlage Wohnanlage Jenaer Straße |    |
| weitere Bilder Fotos hochladen |             | Jenaer Straße 32 (Karte)  |           | Teil des Ensembles Bauliche Gesamtanlage Wohnanlage Jenaer Straße |    |

#### Bauliche Gesamtanlage Reihenhaussiedlung Mitteldeutsche Heimstätten für Post- und preußische Beamte
| Bild                           | Bezeichnung | Lage                           | Datierung | Beschreibung | ID |
| ------------------------------ | ----------- | ------------------------------ | --------- | --- | -- |
| weitere Bilder Fotos hochladen |             | Clara-Zetkin-Straße 69 (Karte) |           | Teil des Ensembles Bauliche Gesamtanlage Reihenhaussiedlung Mitteldeutsche Heimstätten für Post- und preußische Beamte |    |
| weitere Bilder Fotos hochladen |             | Clara-Zetkin-Straße 70 (Karte) |           | Teil des Ensembles Bauliche Gesamtanlage Reihenhaussiedlung Mitteldeutsche Heimstätten für Post- und preußische Beamte |    |
| weitere Bilder Fotos hochladen |             | Clara-Zetkin-Straße 71 (Karte) |           | Teil des Ensembles Bauliche Gesamtanlage Reihenhaussiedlung Mitteldeutsche Heimstätten für Post- und preußische Beamte |    |
| weitere Bilder Fotos hochladen |             | Clara-Zetkin-Straße 72 (Karte) |           | Teil des Ensembles Bauliche Gesamtanlage Reihenhaussiedlung Mitteldeutsche Heimstätten für Post- und preußische Beamte |    |
| weitere Bilder Fotos hochladen |             | Clara-Zetkin-Straße 73 (Karte) |           | Teil des Ensembles Bauliche Gesamtanlage Reihenhaussiedlung Mitteldeutsche Heimstätten für Post- und preußische Beamte |    |
| weitere Bilder Fotos hochladen |             | Clara-Zetkin-Straße 74 (Karte) |           | Teil des Ensembles Bauliche Gesamtanlage Reihenhaussiedlung Mitteldeutsche Heimstätten für Post- und preußische Beamte |    |
| weitere Bilder Fotos hochladen |             | Clara-Zetkin-Straße 75 (Karte) |           | Teil des Ensembles Bauliche Gesamtanlage Reihenhaussiedlung Mitteldeutsche Heimstätten für Post- und preußische Beamte |    |
| weitere Bilder Fotos hochladen |             | Clara-Zetkin-Straße 76 (Karte) |           | Teil des Ensembles Bauliche Gesamtanlage Reihenhaussiedlung Mitteldeutsche Heimstätten für Post- und preußische Beamte |    |
| weitere Bilder Fotos hochladen |             | Clara-Zetkin-Straße 77 (Karte) |           | Teil des Ensembles Bauliche Gesamtanlage Reihenhaussiedlung Mitteldeutsche Heimstätten für Post- und preußische Beamte |    |
| weitere Bilder Fotos hochladen |             | Clara-Zetkin-Straße 78 (Karte) |           | Teil des Ensembles Bauliche Gesamtanlage Reihenhaussiedlung Mitteldeutsche Heimstätten für Post- und preußische Beamte |    |
| weitere Bilder Fotos hochladen |             | Clara-Zetkin-Straße 79 (Karte) |           | Teil des Ensembles Bauliche Gesamtanlage Reihenhaussiedlung Mitteldeutsche Heimstätten für Post- und preußische Beamte |    |
| weitere Bilder Fotos hochladen |             | Haageweg 1 (Karte)             |           | Teil des Ensembles Bauliche Gesamtanlage Reihenhaussiedlung Mitteldeutsche Heimstätten für Post- und preußische Beamte |    |
| weitere Bilder Fotos hochladen |             | Haageweg 2 (Karte)             |           | Teil des Ensembles Bauliche Gesamtanlage Reihenhaussiedlung Mitteldeutsche Heimstätten für Post- und preußische Beamte |    |
| weitere Bilder Fotos hochladen |             | Haageweg 3 (Karte)             |           | Teil des Ensembles Bauliche Gesamtanlage Reihenhaussiedlung Mitteldeutsche Heimstätten für Post- und preußische Beamte |    |
| weitere Bilder Fotos hochladen |             | Haageweg 4 (Karte)             |           | Teil des Ensembles Bauliche Gesamtanlage Reihenhaussiedlung Mitteldeutsche Heimstätten für Post- und preußische Beamte |    |
| weitere Bilder Fotos hochladen |             | Häßlerstraße 23 (Karte)        |           | Teil des Ensembles Bauliche Gesamtanlage Reihenhaussiedlung Mitteldeutsche Heimstätten für Post- und preußische Beamte |    |
| weitere Bilder Fotos hochladen |             | Häßlerstraße 25 (Karte)        |           | Teil des Ensembles Bauliche Gesamtanlage Reihenhaussiedlung Mitteldeutsche Heimstätten für Post- und preußische Beamte |    |
| weitere Bilder Fotos hochladen |             | Häßlerstraße 27 (Karte)        |           | Teil des Ensembles Bauliche Gesamtanlage Reihenhaussiedlung Mitteldeutsche Heimstätten für Post- und preußische Beamte |    |
| weitere Bilder Fotos hochladen |             | Häßlerstraße 29 (Karte)        |           | Teil des Ensembles Bauliche Gesamtanlage Reihenhaussiedlung Mitteldeutsche Heimstätten für Post- und preußische Beamte |    |
| weitere Bilder Fotos hochladen |             | Häßlerstraße 31 (Karte)        |           | Teil des Ensembles Bauliche Gesamtanlage Reihenhaussiedlung Mitteldeutsche Heimstätten für Post- und preußische Beamte |    |
| weitere Bilder Fotos hochladen |             | Häßlerstraße 33 (Karte)        |           | Teil des Ensembles Bauliche Gesamtanlage Reihenhaussiedlung Mitteldeutsche Heimstätten für Post- und preußische Beamte |    |
| weitere Bilder Fotos hochladen |             | Häßlerstraße 33a (Karte)       |           | Teil des Ensembles Bauliche Gesamtanlage Reihenhaussiedlung Mitteldeutsche Heimstätten für Post- und preußische Beamte |    |

#### Bauliche Gesamtanlage Reihenhäuser Arbeiter-Wohnanlage der Pumpenfabrik Otto Schwade & Co.
Die Objekte liegen in der Gemarkung Melchendorf.

| Bild                           | Bezeichnung | Lage                            | Datierung | Beschreibung                                          | ID |
| ------------------------------ | ----------- | ------------------------------- | --------- | ----------------------------------------------------- | -- |
| weitere Bilder Fotos hochladen | Wohnhaus    | Melchendorfer Straße 9 (Karte)  |           | Teil des Ensembles Bauliche Gesamtanlage Reihenhäuser |    |
| weitere Bilder Fotos hochladen | Wohnhaus    | Melchendorfer Straße 11 (Karte) |           | Teil des Ensembles Bauliche Gesamtanlage Reihenhäuser |    |
| weitere Bilder Fotos hochladen | Wohnhaus    | Melchendorfer Straße 13 (Karte) |           | Teil des Ensembles Bauliche Gesamtanlage Reihenhäuser |    |
| weitere Bilder Fotos hochladen | Wohnhaus    | Melchendorfer Straße 15 (Karte) |           | Teil des Ensembles Bauliche Gesamtanlage Reihenhäuser |    |
| weitere Bilder Fotos hochladen | Wohnhaus    | Melchendorfer Straße 17 (Karte) |           | Teil des Ensembles Bauliche Gesamtanlage Reihenhäuser |    |
| weitere Bilder Fotos hochladen | Wohnhaus    | Melchendorfer Straße 19 (Karte) |           | Teil des Ensembles Bauliche Gesamtanlage Reihenhäuser |    |
| weitere Bilder Fotos hochladen | Wohnhaus    | Melchendorfer Straße 21 (Karte) |           | Teil des Ensembles Bauliche Gesamtanlage Reihenhäuser |    |
| weitere Bilder Fotos hochladen | Wohnhaus    | Melchendorfer Straße 23 (Karte) |           | Teil des Ensembles Bauliche Gesamtanlage Reihenhäuser |    |
| weitere Bilder Fotos hochladen | Wohnhaus    | Melchendorfer Straße 25 (Karte) |           | Teil des Ensembles Bauliche Gesamtanlage Reihenhäuser |    |
| weitere Bilder Fotos hochladen | Wohnhaus    | Melchendorfer Straße 27 (Karte) |           | Teil des Ensembles Bauliche Gesamtanlage Reihenhäuser |    |
| weitere Bilder Fotos hochladen | Wohnhaus    | Melchendorfer Straße 29 (Karte) |           | Teil des Ensembles Bauliche Gesamtanlage Reihenhäuser |    |

### Einzelne Kulturdenkmale (eKD)
| Bild                           | Bezeichnung                                  | Lage                                                   | Datierung | Beschreibung                             | ID |
| ------------------------------ | -------------------------------------------- | ------------------------------------------------------ | --------- | ---------------------------------------- | -- |
| BW                             | Malerei Eingang/Treppenhaus mit Malereien    | Klausenerstraße 7 (Karte)                              |           | einzelnes Kulturdenkmal                  |    |
| weitere Bilder Fotos hochladen | Industriegebäude ehemalige Etikettenfabrik   | Melchendorfer Straße 1 (Karte)                         |           | einzelnes Kulturdenkmal                  |    |
| weitere Bilder Fotos hochladen | Wohnblock                                    | Melchendorfer Straße 34 (Karte)                        |           | einzelnes Kulturdenkmal                  |    |
| weitere Bilder Fotos hochladen | Wohnblock                                    | Melchendorfer Straße 36 (Karte)                        |           | einzelnes Kulturdenkmal                  |    |
| weitere Bilder Fotos hochladen | Wohnblock                                    | Melchendorfer Straße 38 (Karte)                        |           | einzelnes Kulturdenkmal                  |    |
| weitere Bilder Fotos hochladen | Wohnblock                                    | Melchendorfer Straße 40 (Karte)                        |           | einzelnes Kulturdenkmal                  |    |
| weitere Bilder Fotos hochladen | Wohnblock                                    | Melchendorfer Straße 42 (Karte)                        |           | einzelnes Kulturdenkmal                  |    |
| weitere Bilder Fotos hochladen | Wohnblock                                    | Melchendorfer Straße 44 (Karte)                        |           | einzelnes Kulturdenkmal                  |    |
| weitere Bilder Fotos hochladen | Wohnblock                                    | Melchendorfer Straße 46 (Karte)                        |           | einzelnes Kulturdenkmal                  |    |
| weitere Bilder Fotos hochladen | Wohnblock                                    | Melchendorfer Straße 48 (Karte)                        |           | einzelnes Kulturdenkmal                  |    |
| BW                             | Ausstattung der katholische Kirche St. Georg | Rubensstraße 49 (Karte)                                |           | einzelnes Kulturdenkmal                  |    |
| BW                             | Industriegebäude                             | Sorbenweg 4 (Karte)                                    |           | einzelnes Kulturdenkmal                  |    |
| weitere Bilder Fotos hochladen | Verwaltungsgebäude ehem. Fa. Topf & Söhne    | Sorbenweg 7 (Karte)                                    |           | einzelnes Kulturdenkmal                  |    |
| weitere Bilder Fotos hochladen | Lukaskirche                                  | Stadtweg 64 (Karte)                                    |           | mit Ausstattung; einzelnes Kulturdenkmal |    |
| weitere Bilder Fotos hochladen | Einfriedung                                  | Stadtweg 64 (Karte)                                    |           | einzelnes Kulturdenkmal                  |    |
| weitere Bilder Fotos hochladen | Industriegebäude, ehemals Gärtnerei Liebau   | Weimarische Straße 29, Flur 14 Flurstück 25/9 (Karte)  |           | einzelnes Kulturdenkmal                  |    |
| weitere Bilder Fotos hochladen | Industriegebäude, ehemals Gärtnerei Liebau   | Weimarische Straße 29, Flur 14 Flurstück 25/12 (Karte) |           | einzelnes Kulturdenkmal                  |    |
| weitere Bilder Fotos hochladen | Wohnblock                                    | Wetzstraße 19 (Karte)                                  |           | einzelnes Kulturdenkmal                  |    |